# James Marsh (režisér)
James Marsh (* 30. dubna 1963 Truro) je britský filmový režisér. V roce 1998 režíroval dokumentární film o velšském hudebníkovi Johnu Caleovi; Cale v následujícím roce složil část hudby k Marshovu filmu Wisconsinský výlet za smrtí. Za svůj film Muž na laně z roku 1998 získal Marsh cenu BAFTA za nejlepší film. Mezi jeho další filmy patří The Animator of Prague (1990) o Janu Švankmajerovi, The King (2005) nebo Project Nim (2011).
V roce 2014 natočil životopisný film Teorie všeho pojednávající o anglickém teoretickém fyzikovi Stephenu Hawkingovi. Počátkem roku 2015 oznámil, že pracuje na filmu inspirovaném příběhem námořníka Donalda Crowhursta, ve kterém by měl hrát Colin Firth. Snímek, který nakonec dostal název The Mercy, měl byl několika odkladech uveden uveden v únoru 2018. Ještě před jeho uvedením začal pracovat na filmu King of Thieves, který je inspirován loupeží, kterou v londýnské oblasti Hatton Garden provedla skupina důchodců.

## Filmografie
- The Animator of Prague (1990)
- John Cale (1998)
- Wisconsinský výlet za smrtí (1999)
- The Team (2005)
- The King (2005)
- Muž na laně (2008)
- Vraždy v Yorkshiru: 1980 (2009)
- Project Nim (2011)
- Shadow Dancer (2012)
- Teorie všeho (2014)
- Jedna noc (seriál; 2016) – jedna epizoda
- The Mercy (2018)
- King of Thieves (2018)
- Dance First (2023)